# Matfield Green
Matfield Green è un comune degli Stati Uniti d'America, situato nello Stato del Kansas, nella contea di Chase.